# Aristidis Konstantinidis
Aristidis Konstantinidis (grekiska: Αριστείδης Κωνσταντινίδης), födelse- och dödsår okända, var en grekisk cyklist som vann olympiskt guld på det 87 kilometer långa landsvägsloppet Aten–Marathon–Aten vid de första olympiska spelen i Aten 1896.